# Forteresse de Wesel
La forteresse de Wesel est une fortification défensive qui entoure la vieille ville de Wesel sur le Bas-Rhin. Son noyau est la citadelle de Wesel, partiellement préservée.

## Histoire de la forteresse

Carte de la ville et de la forteresse de Wesel (um 1750)

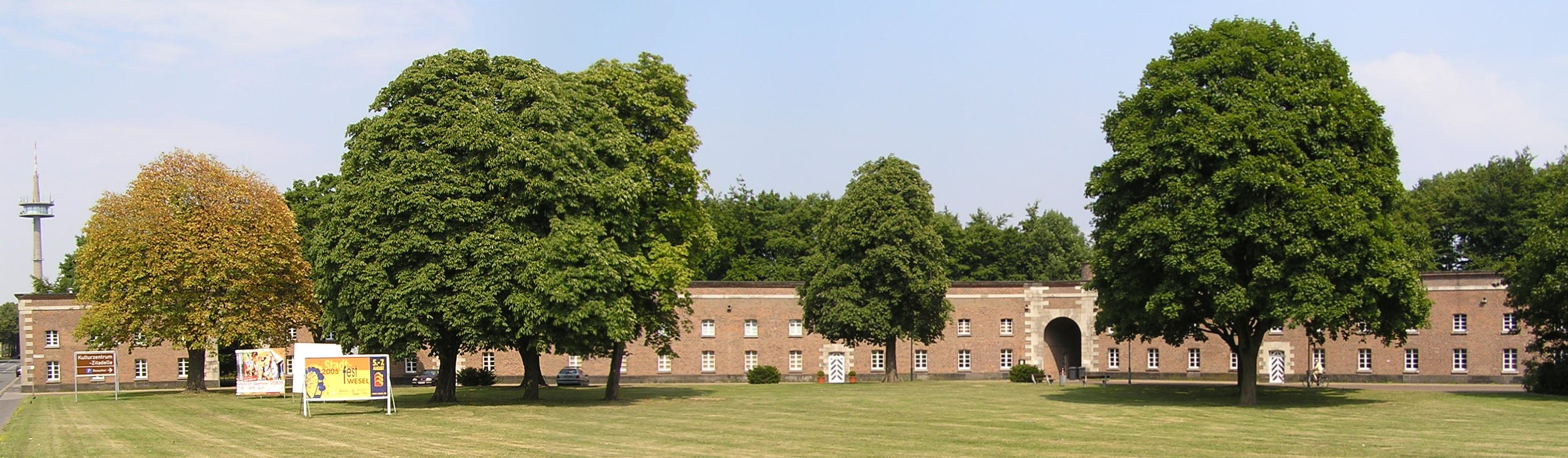
Une partie de la citadelle, aujourd'hui utilisée comme école de musique et d'art

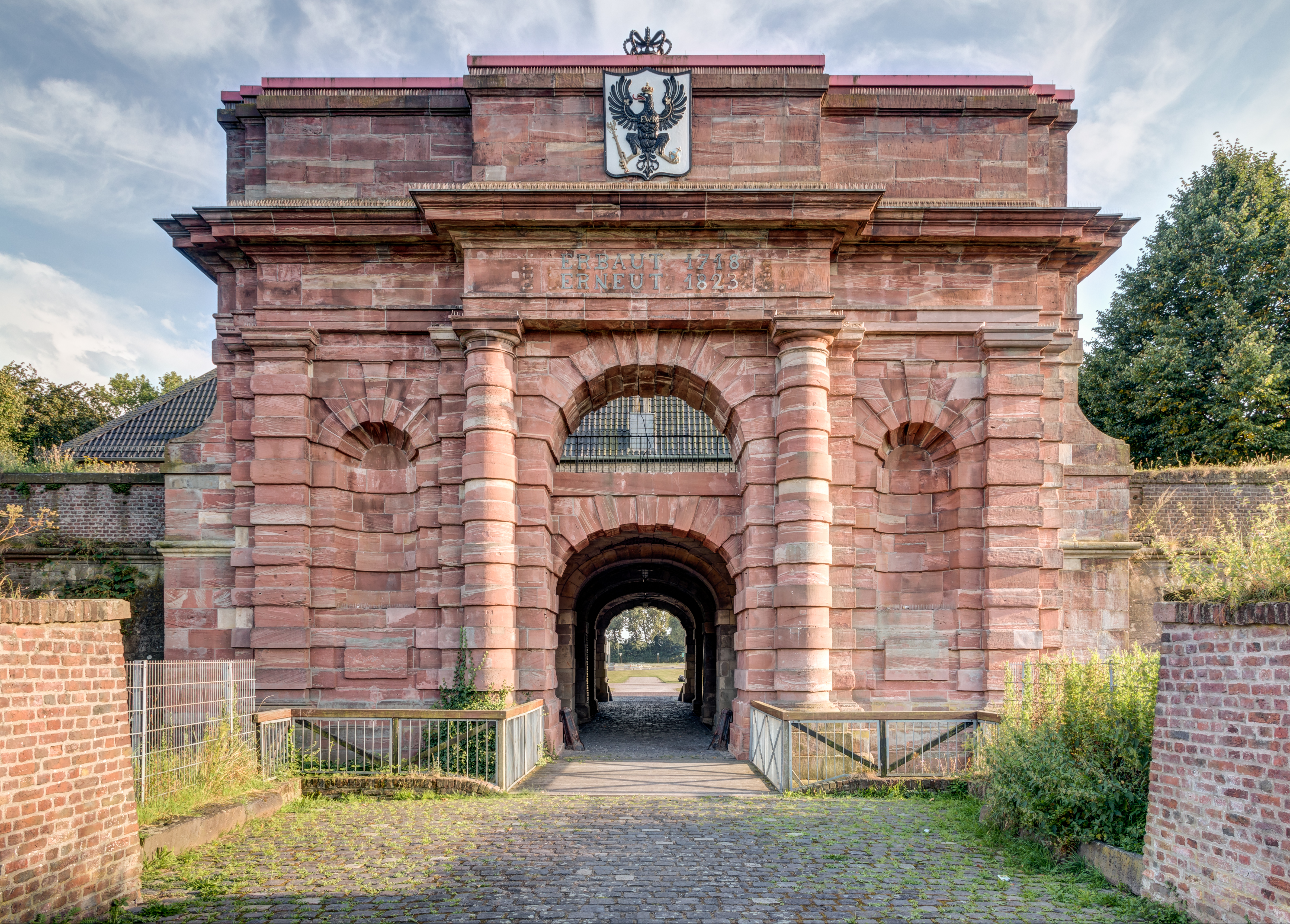
La porte principale de la citadelle de Wesel

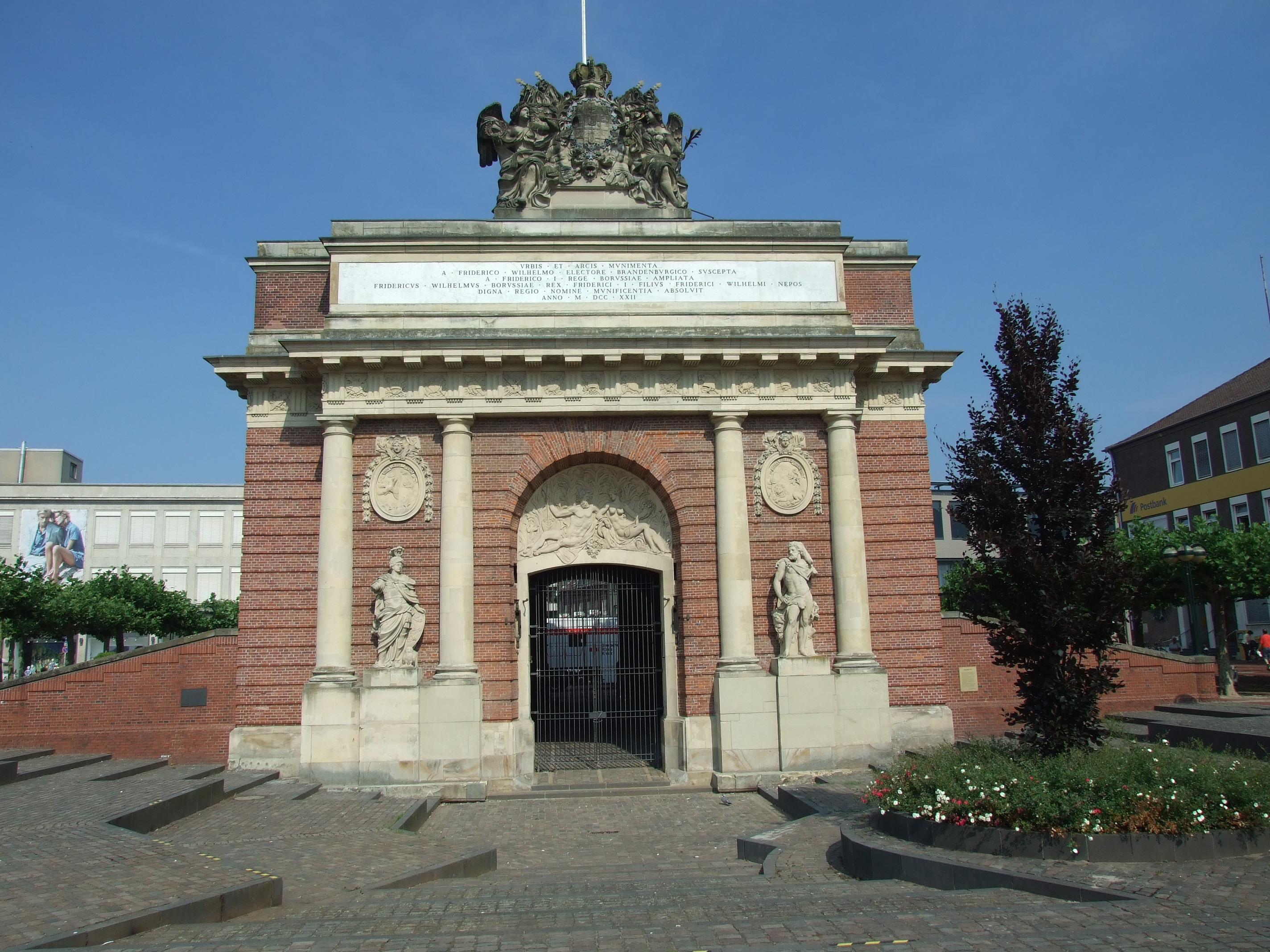
La porte de Berlin (2010)

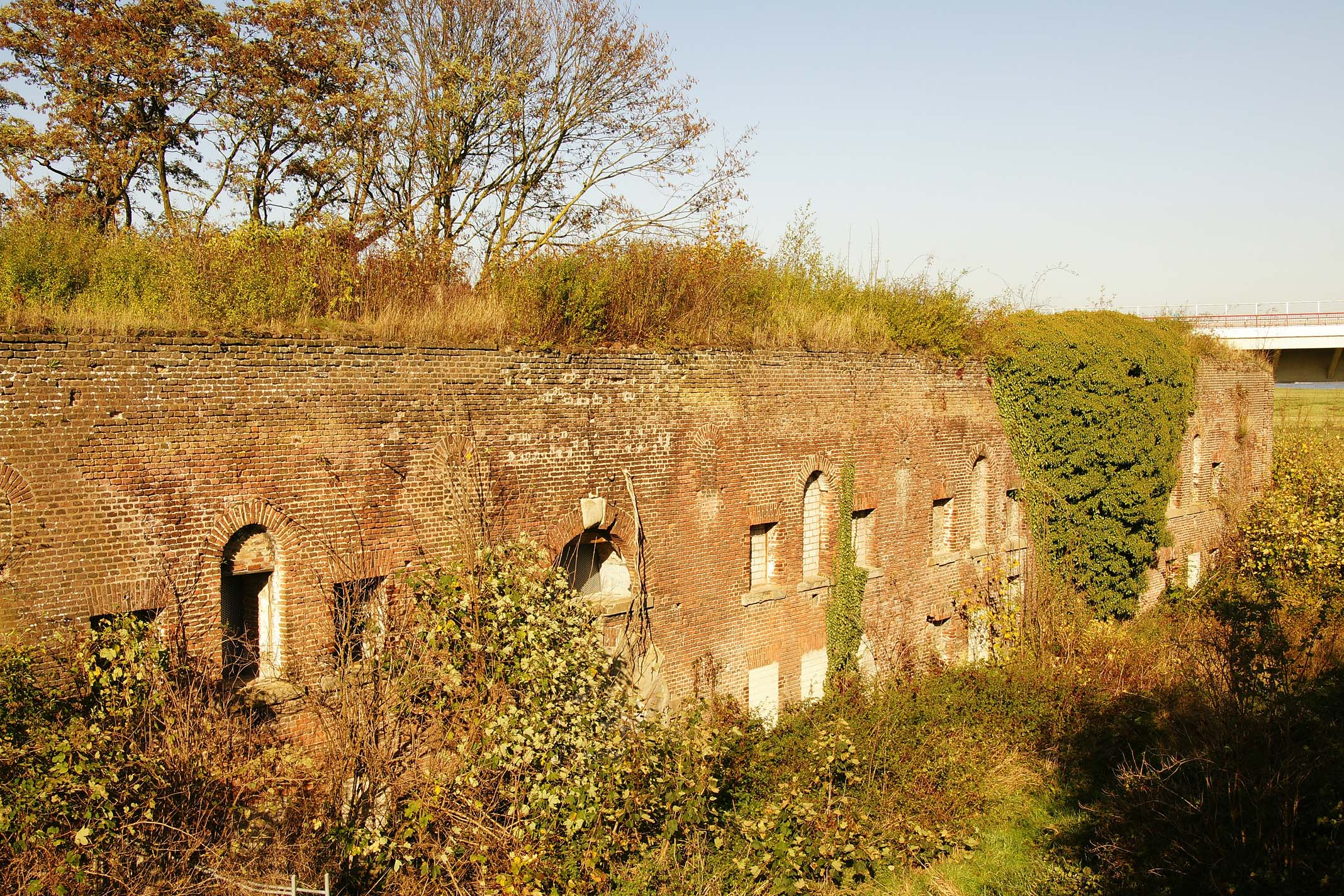
Fort Blücher, au fond du

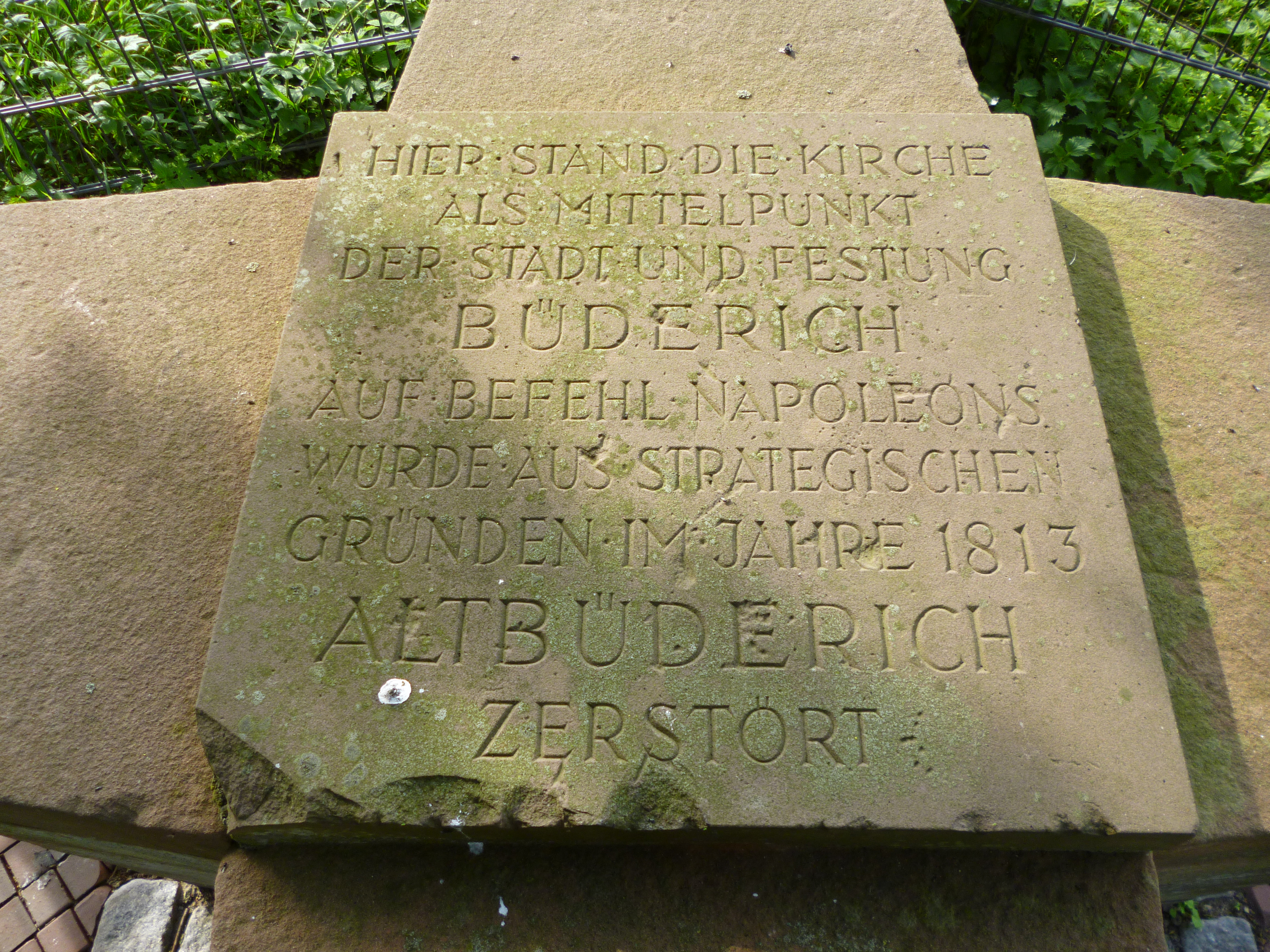
Pierre commémorative pour l'Alt-Büderich détruit

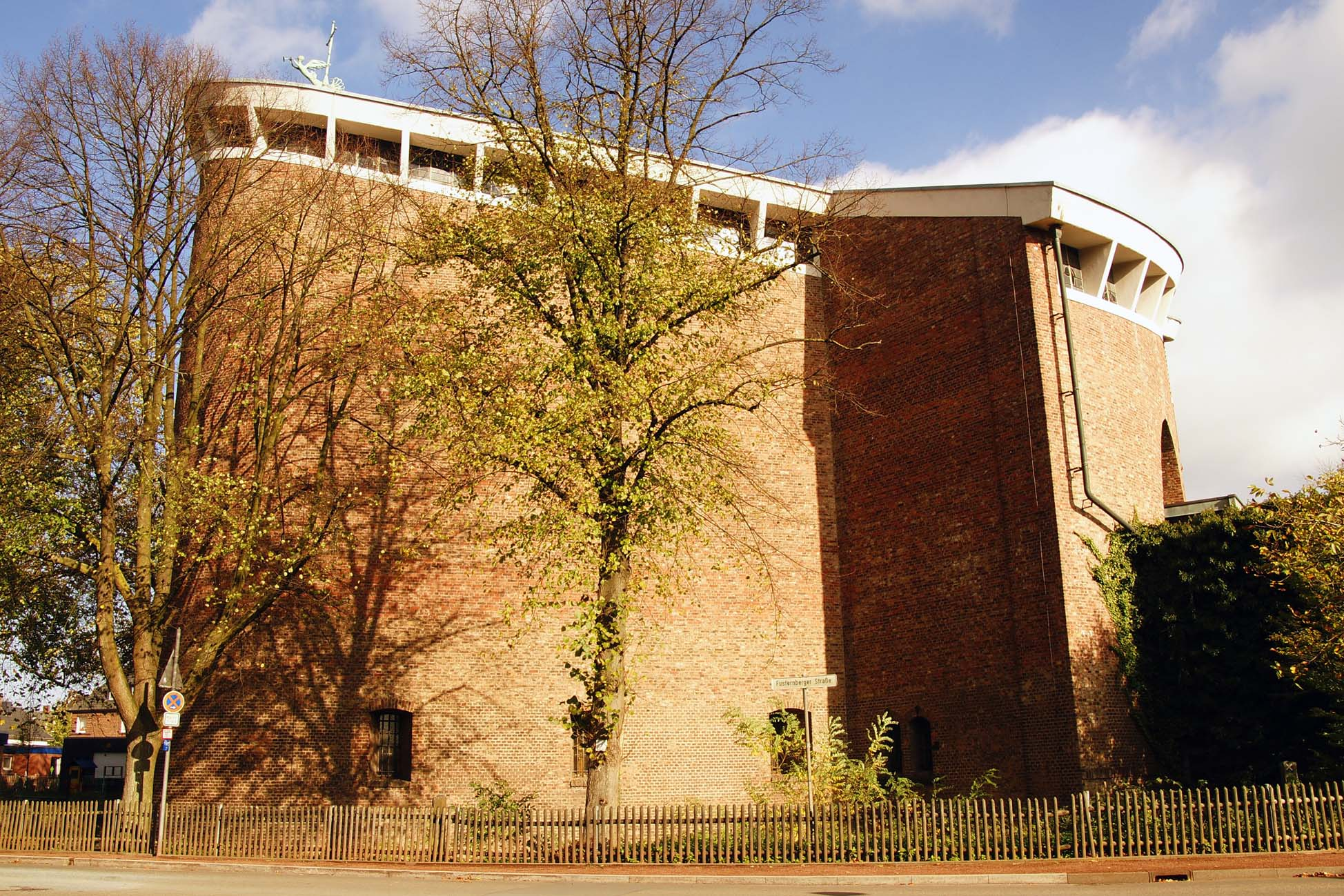
Ancien fort Fusternberg, Église de la paix aux Saints-Anges

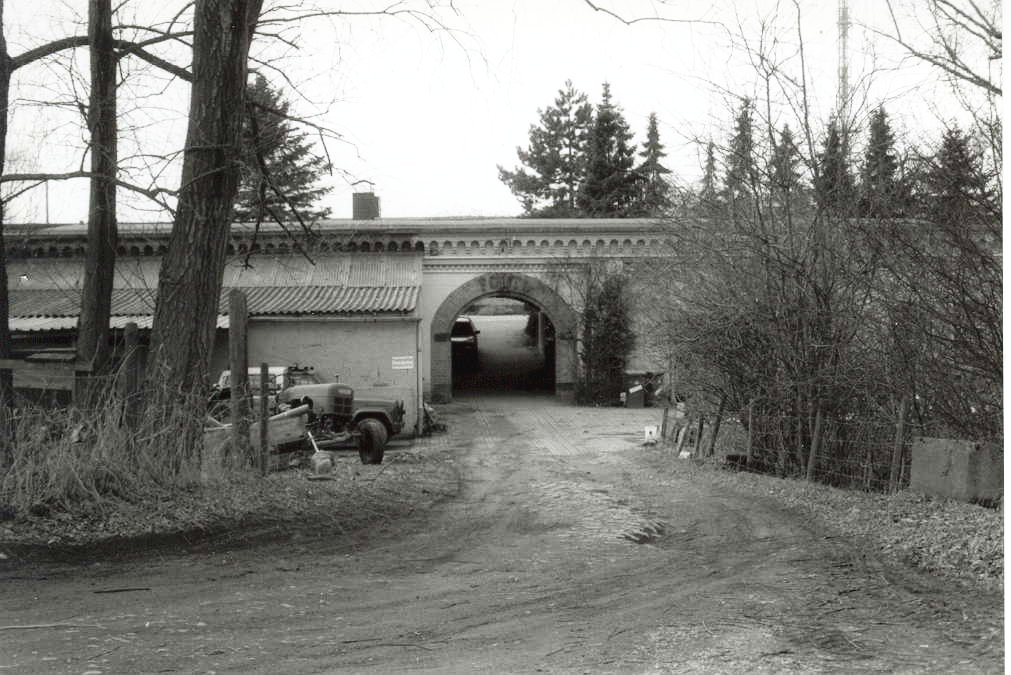
Entrée de l'ancien Fort I (2004)

Au Moyen Âge, il existe déjà des fortifications autour de la ville hanséatique de Wesel. En 1568, la ville fait construire à ses frais un bastion dans la zone de la porte de Flesgen, et donc un élément typique d'une forteresse. Au cours du XVIIe siècle, la ville, qui fait partie du domaine prussien, est occupée ou assiégée à plusieurs reprises par diverses puissances. Sur ordre de l'électeur prussien Frédéric-Guillaume, la transformation de la ville en forteresse commence en 1681. Au sud de la ville, la citadelle est construite comme fortification au sein de la forteresse entre 1688 et 1722 selon les plans de Jean de Corbin et Jean de Bodt. Le complexe de la citadelle a la forme d'une étoile à cinq branches et est relié à la ceinture de forteresse entourant la ville par plusieurs bastions émoussés à l'est et à l'ouest. Avec la construction de la forteresse, le nombre de portes de la ville menant à Wesel est réduit de treize à quatre seulement.
Les premières casernes de la ville sont construites vers 1770 pour accueillir les soldats et leurs familles. Vers 1780, les soldats et les membres de leurs familles représentent un peu plus de la moitié des quelque 10 000 habitants de la ville. Le 8 novembre 1794, les troupes françaises du général Napoléon Bonaparte conquièrent la ville de Büderich sur la rive gauche du Rhin et bombardent le lendemain la ville fortifiée de Wesel. Il n'y a pas de dégâts majeurs ni de morts civiles, tandis que les Français peuvent maintenir leur position à Büderich avec de lourdes pertes. De 1805 à 1814, Wesel, sur la rive droite du Rhin, est également sous domination française. Durant cette période, la ville et les fortifications sont remaniées, notamment la construction de la caserne VIII faisant partie de la citadelle. La citadelle Napoléon est également construite entre 1807 et 1813 comme tête de pont pour la forteresse de la rive gauche du Rhin. Après la fin de la domination française, il est nommé Fort Blücher (de). En 1811/1812, les objecteurs de conscience qui sont ensuite envoyés dans la campagne de Russie sont détenus dans la citadelle. Entre le 19 décembre 1813 et la mi-janvier 1814, la ville de Büderich, sur la rive gauche du Rhin, est entièrement détruite sur ordre de Napoléon afin de disposer d'un champ de tir dégagé dans cette direction si la forteresse doit être défendue. En fin de compte, cette mesure s’avère militairement inutile. Néanmoins, les Prussiens interdisent par la suite la reconstruction du site car il est très proche du fort Blücher et une fortification aurait été nécessaire, ce qui aurait entraîné des coûts élevés. Büderich est reconstruit au sud-ouest de sa position d'origine. Le 8 mai 1814, les troupes françaises quittent la forteresse de Wesel. Parce que les armes ont une plus grande portée grâce aux progrès techniques, au XIXe siècle voit la nécessité de construire des forts extérieurs. Entre autres choses, le Fort Fusternberg (de) est construit entre 1856 et 1860 et le Fort I entre 1879 et 1882, qui sert à assurer la sécurité militaire du pont ferroviaire de Wesel (de)
En 1886, il est décidé de démanteler Wesel, ce qui marque le début du processus de démantèlement. En 1889, la ville de Wesel acquit une grande partie du terrain de la forteresse. Dans le plan d'aménagement du maître d'œuvre de Cologne Josef Stübben, la ville gagne 62 hectares de terrains à bâtir. Au cours des années suivantes, les trois portes de la ville, la porte de Brün, la porte du Rhin et la porte de Clèves (de) sont supprimées et seule la porte de Berlin (de) est conservée et des rocades autour de la ville sont construites dans la zone des anciens remparts de la forteresse. Une ceinture verte est créée dans le glacis de la forteresse de Wesel (de), juste à l'extérieur des remparts. Cependant, de nombreux bâtiments de forteresse sont restés, c'est pourquoi Wesel est utilisée comme point de rassemblement pour les soldats pendant la Première Guerre mondiale. Depuis que la Rhénanie est démilitarisée par le traité de Versailles, les bâtiments sont restés inutilisés dans la période suivante. À l'époque du national-socialisme, Wesel est cependant un site militaire et est en grande partie détruite par les bombardements de la Seconde Guerre mondiale

## Impact sur le développement urbain
Wesel bénéficie économiquement de sa situation géostratégique favorable sur le Rhin et la Lippe et devient une riche ville hanséatique à la fin du Moyen Âge. En même temps, cet emplacement est crucial pour la création de la forteresse de Wesel. La fondation de la forteresse a provoqué une régression économique, car certains secteurs de l'économie doivent être abandonnés et il n'est plus possible d'étendre le développement urbain ou les activités économiques au-delà de l'anneau de la forteresse. Jusqu'à la démolition à la fin du XIXe siècle, l'aménagement dans un rayon de 1,5 kilomètre autour de la forteresse est interdit ou soumis à des conditions strictes. Les quartiers densément peuplés de Feldmark, Fusternberg et Schepersfeld, qui entourent aujourd'hui directement le centre-ville, ainsi que le Rheinvorstadt, qui n'existe plus, ne comptent au total que 1 111 habitants en 1858. En raison du manque d'espace pour s'étendre, Wesel est clairement en retard sur son potentiel dans les domaines de l'industrie et du commerce et conserve par la suite son caractère de site militaire et de ville administrative. En raison de son importance militaire continue, Wesel est gravement endommagée pendant la Seconde Guerre mondiale. Cependant, lors du processus de reconstruction après 1945, la ville peut se libérer des obstacles au développement. Entre autres choses, les zones urbaines qui se trouvaient auparavant à l'extérieur de la forteresse, comme le Feldmark, se sont considérablement développées au cours de cette phase

## Les traces actuelles de l'ancienne forteresse
La citadelle de la forteresse historique est partiellement conservée et sert de centre culturel. C'est là que se trouvent le Musée prussien de Wesel (de), l'école de musique et d'art de Wesel (de), les archives de la ville et une partie du musée de la ville. À l'est du centre-ville de Wesel, la porte de Berlin (de) est conservée comme ancienne porte de forteresse. Un relief de pignon de la porte de Clèves (de) est conservé et placé dans l'actuel hôtel de ville de Wesel. Le fort Blücher (de), sur la rive gauche du Rhin, n'existe qu'à l'état de ruine, tandis que le fort Fusternberg (de) et le fort I, situés sur l'ancien pont ferroviaire, sont conservés. Après la Seconde Guerre mondiale, il est transformé en église de la Paix des Saints-Anges (de).
Les rocades autour du centre-ville de Wesel suivent en grande partie l'ancien tracé des remparts de la forteresse. Les zones forestières proches de la ville émergeent du glacis de la forteresse. Il donne également son nom aux rues adjacentes Am Lippeglacis, Am Nordglacis, Am Ostglacis et Am Westglacis.